# Okręg Nantes
Okręg Nantes (fr. Arrondissement de Nantes) – okręg w północno-zachodniej Francji. Populacja wynosi 772 tysiące.

## Podział administracyjny
W skład okręgu wchodzą następujące kantony:
- Aigrefeuille-sur-Maine,
- Bouaye,
- Carquefou,
- Chapelle-sur-Erdre,
- Clisson,
- Legé,
- Loroux-Bottereau,
- Machecoul,
- Nantes-1,
- Nantes-2,
- Nantes-3,
- Nantes-4,
- Nantes-5,
- Nantes-6,
- Nantes-7,
- Nantes-8,
- Nantes-9,
- Nantes-10,
- Nantes-11,
- Orvault,
- Pellerin,
- Rezé,
- Saint-Étienne-de-Montluc,
- Saint-Herblain-Est,
- Saint-Herblain-Ouest-Indre,
- Saint-Philbert-de-Grand-Lieu,
- Vallet,
- Vertou,
- Vertou-Vignoble.